# Церковь Николая Чудотворца в Столпах
Церковь Никола́я Чудотво́рца в Столпа́х (на Столпах) — утраченный православный храм в Белом городе Москвы, стоявший на углу Малого Златоустинского переулка и Армянского переулка. Церковь построил в 1669 году подмастерье каменных дел Иван Космин (Иван Кузьмин Кузнечик).
В нижней церкви находился престол Николая Чудотворца, с юга — придел, освящённый сначала во имя Афанасия и Кирилла, но с 1792 года известный под именем Симеона и Анны; с севера — придел преподобного Сергия. В верхней церкви находился главный престол Рождества Богородицы и придел Рождества Иоанна Предтечи.
Разрушена коммунистами в 1938 году.

## История

### История местности
Державшееся в XVII—XVIII веках прозвище церкви «у Столпа» указывает, что здесь было когда-то приказное учреждение, по-видимому, конюшенного ведомства, называвшееся «столп».
Армянский переулок, на котором стояла церковь, получил своё название с конца XVIII века по проживавшим в нём армянам и стоявшей здесь с 1781 года армянской церкви.
В XVII и первой половине XVIII века он назывался Никольским и Столповским — по церкви Николы в Столпах, стоявшей с XVI века на углу с Малым Златоустовским переулком.
В 1620 году в приходе церкви Николы в Столпах помимо четырёх княжеских дворов и трёх дворов нетитулованной знати находилось два двора, принадлежавшие иноземцам.

### Строительство церкви
Впервые упоминается в 1547 году в Никоновской летописи под именем Симеона и Анны в описании пожара.
С 1625 года упоминается в патриарших книгах, однако существовала и до воцарения Романовых, так как получала ругу.
В 1629 году церковь показана каменной.
В 1669 году по приказу царя Алексея Михайловича возвели новую церковь. Зодчий — подмастерье каменных дел Иван Космин (Иван Кузьмин Кузнечик, в 1666 — 1667 годах бывший стрельцом в полку Артамона Матвеева).
В 1672 году царь пожаловал иконописцев, работавших для этого храма, — в его приходе издавна жили родственники царицы Марии Ильиничны — Милославские.

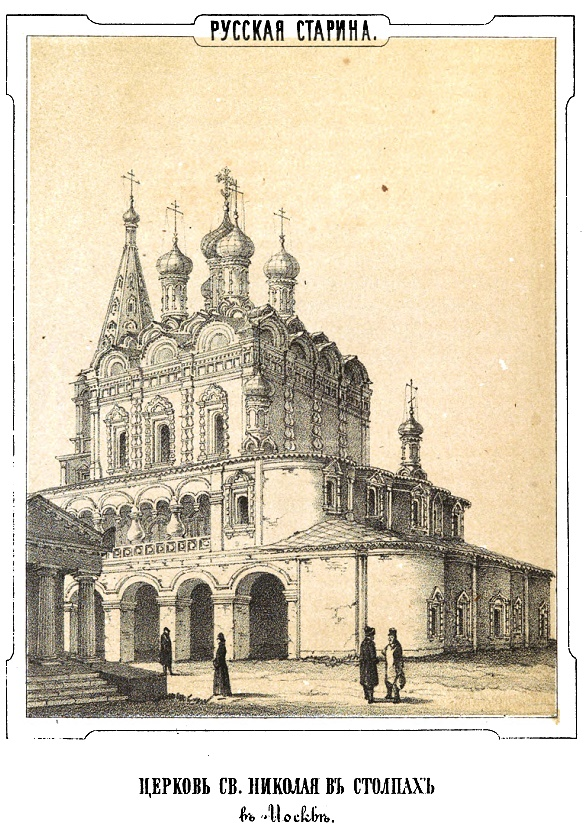
Церковь Николая Чудотворца в первой половине XIX века.

### Архитектура церкви
Церковь строилась и содержалась на средства знатных прихожан, живших рядом (прихожанами храма были Милославские, Матвеевы, Голицыны, Тютчевы, Гагарины); для внешнего оформления помогал своими средствами сам царь Алексей Михайлович.
Нижняя Никольская церковь имела с трёх сторон сводчатую галерею, на которую опиралась верхняя галерея.
Над нижней церковью была вторая — Рождества Богородицы, богато украшенная белокаменной резьбой и также имевшая с трёх сторон галерею, опиравшуюся на каменные столбы, напоминавшие по форме кувшины.
Высокая шатровая колокольня, соединённая с храмом, была поставлена у северо-западного угла храма. По типу и по времени она близка к колокольне церкви Грузинской Богоматери, но её декоративное убранство было значительно затейливее. Высокий шатёр колокольни имел 48 «слухов», расположенных в пять рядов по всем его граням.
По периметру церкви на карнизах было изразцовое убранство. Изразцы имели размер, близкий к печным (от 16 до 20 сантиметров); среди изразцов церкви встречались варианты с изображением двуглавого орла.

### Интерьер
Главный иконостас был устроен заново в подражание прежнему (1700 года) после пожара 1902 года. Иконостас Предтеченского придела относился к середине XVIII века. В приделе Симеона и Анны иконостас середины XVIII века.
В нижней церкви сохранялось несколько икон из старой церкви, бывшей на этом месте до 1669 года.

### Захоронения

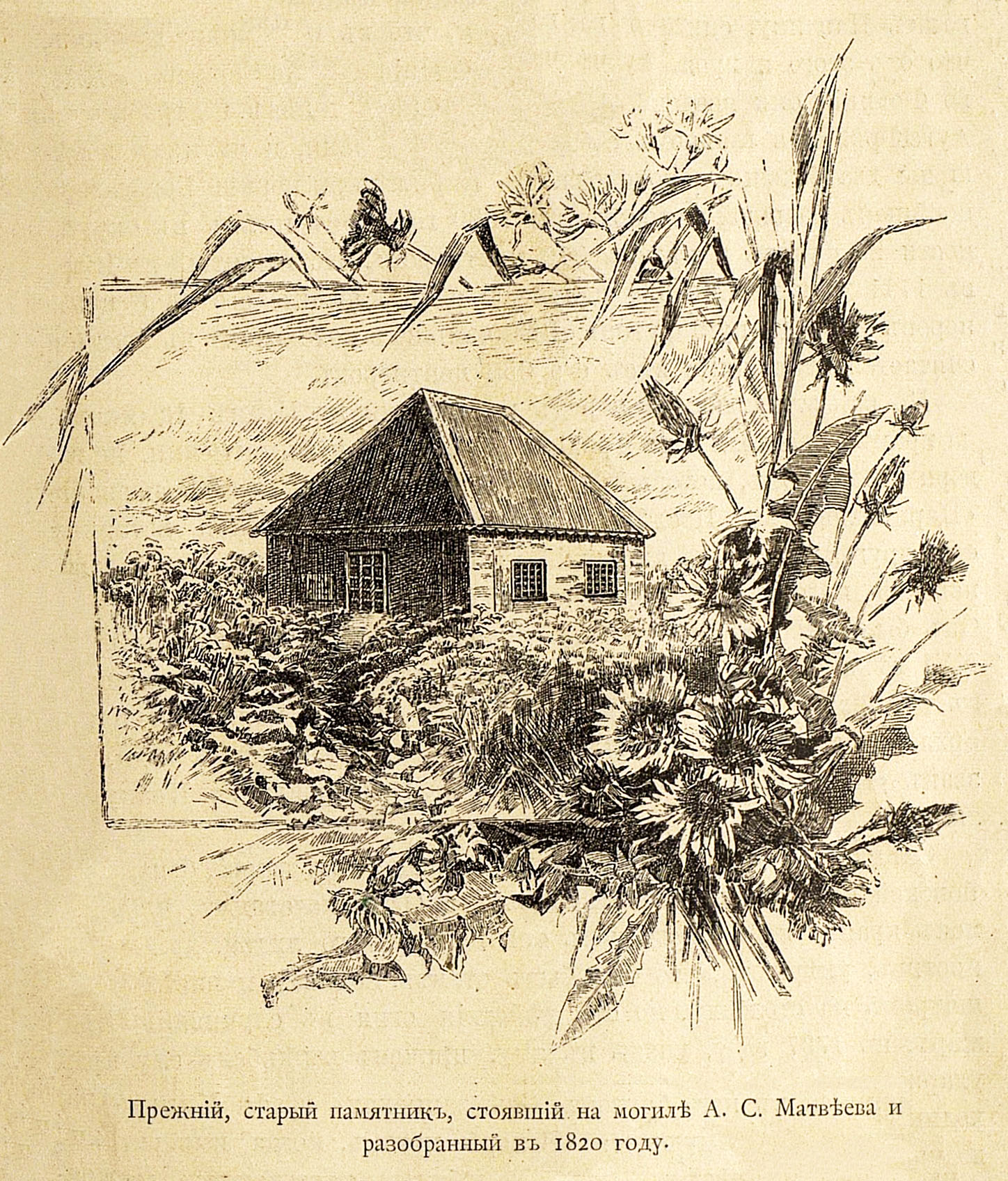
Первый памятник на могиле А. С. Матвеева

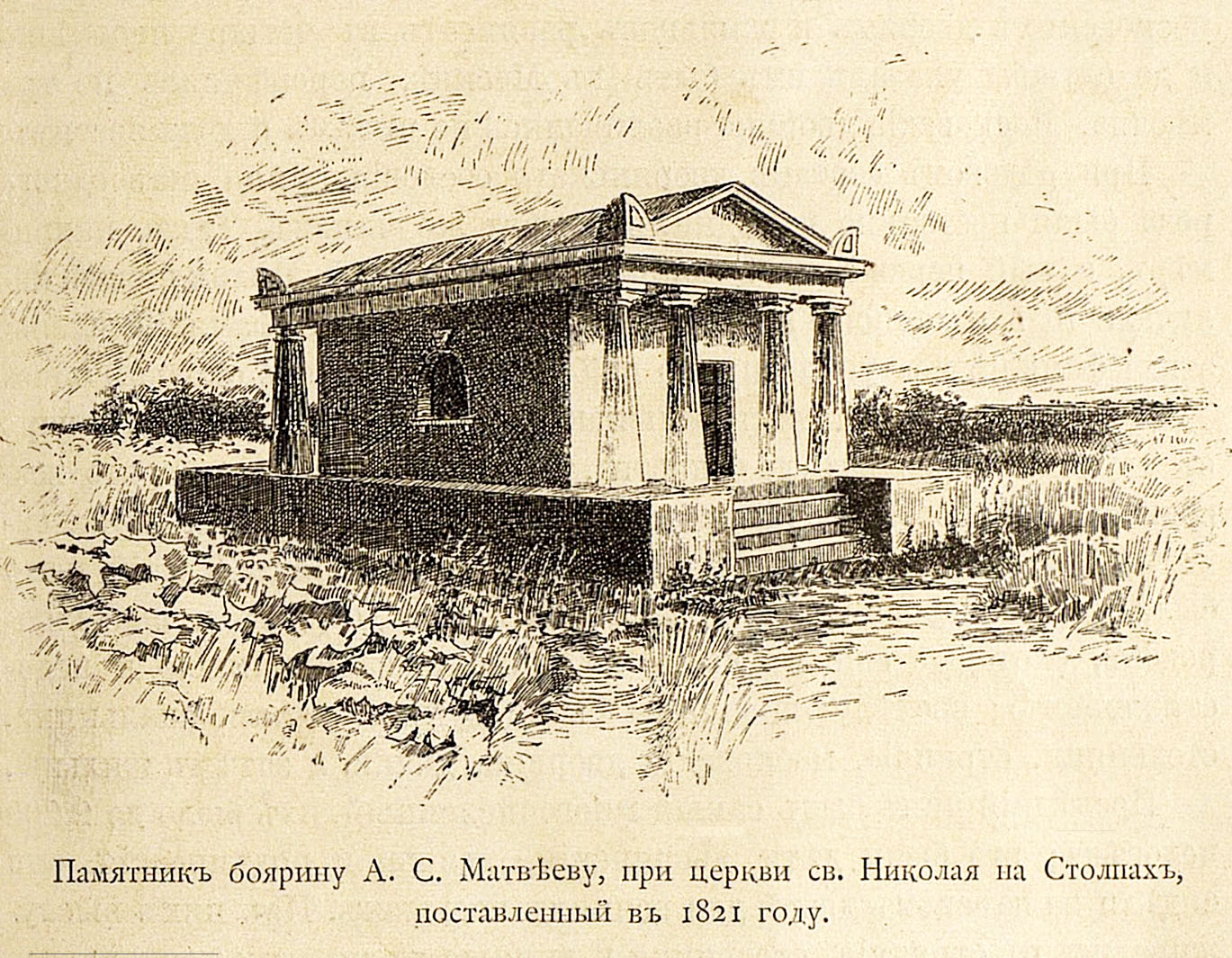
Памятник на могиле А. С. Матвеева, сооружённый в 1821 г.

Около церкви до её разрушения находился старинный мавзолей над могилами членов семьи боярина Артамона Сергеевича Матвеева, изрубленного бунтовщиками и валявшегося на Красной площади. По преданию, в мавзолее был погребён и тот арап, который собрал изрубленное стрельцами тело Матвеева, брошенное на Красной площади.
До 1820 года над могилой Матвеева, его жены и сына Андрея сначала стоял памятник в виде избы с высокой тесовой крышей. В 1820—1821 годах по проекту архитектора А. Ф. Элькинского на его месте построили новый каменный памятник с двумя портиками и колоннами. Новый памятник был построен на средства графа Н. П. Румянцева (правнука А. С. Матвеева), владевшего здесь домом на углу с улицей Маросейкой.
На месте снесённого в 1930-е годы мавзолея, стоявшего южнее храма на погосте церкви, находится теперь проезд к школьному зданию.
В 1685 году при церкви был погребён Иван Михайлович Милославский, тело которого в 1698 году для надругательства Пётр I перевёз на свиньях в Преображенское.
В церкви сохранялось до 40 каменных резных надгробных плит Милославских.

### Советский период
Церковь Николы в Столпах была разрушена в 1938 году. На её месте в 1938 году было построено здание школы № 644 (архитектор К. И. Джус), затем была музыкальная школа. На фасаде школы в 1967 г. помещены три мраморные доски в память о формировании здесь в 1941 г. истребительного батальона и полка народного ополчения Куйбышевского района Москвы, а также в память воинов Московского народного ополчения. В настоящее время в здании размещается департамент психологии Высшей школы экономики.

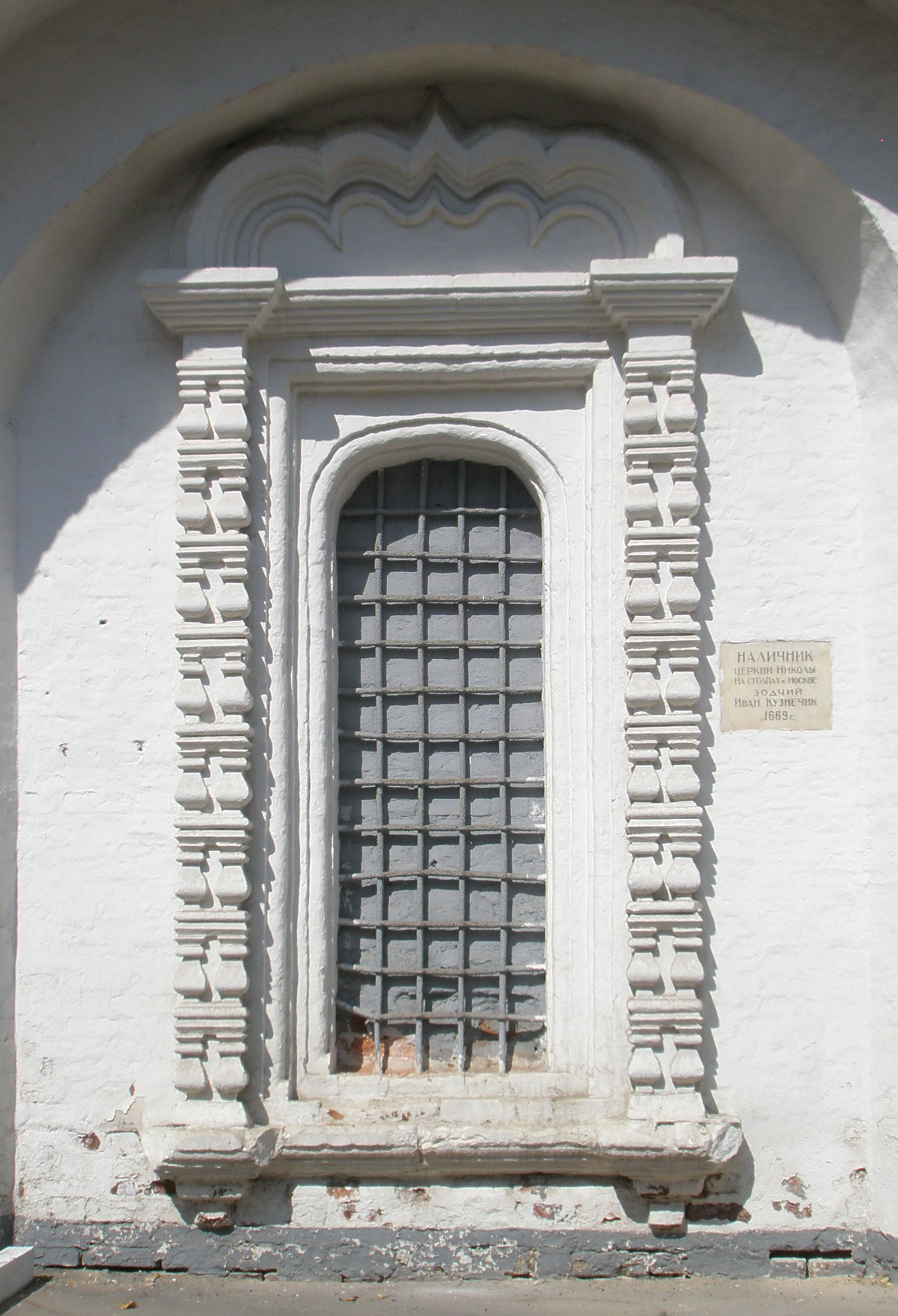
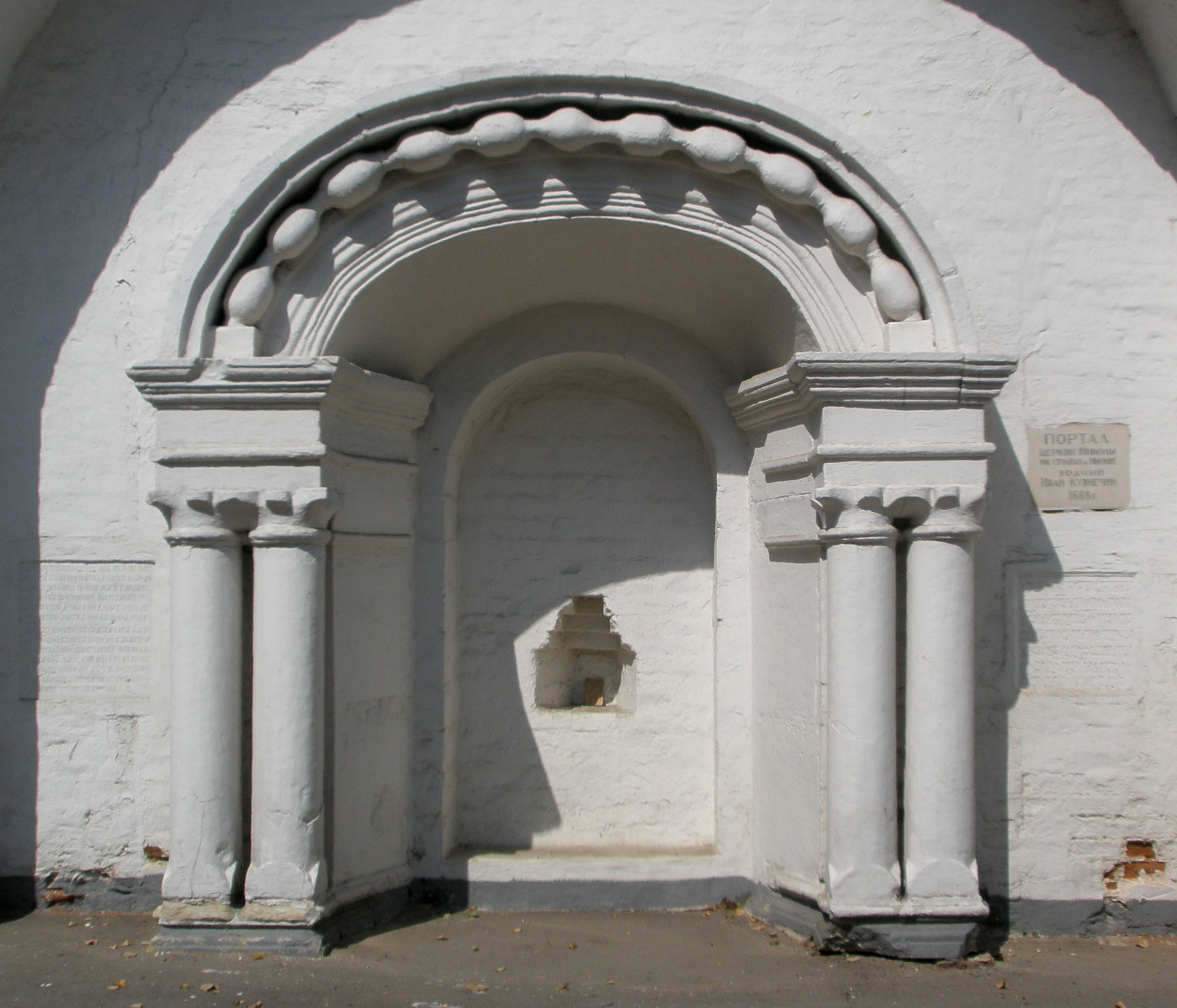
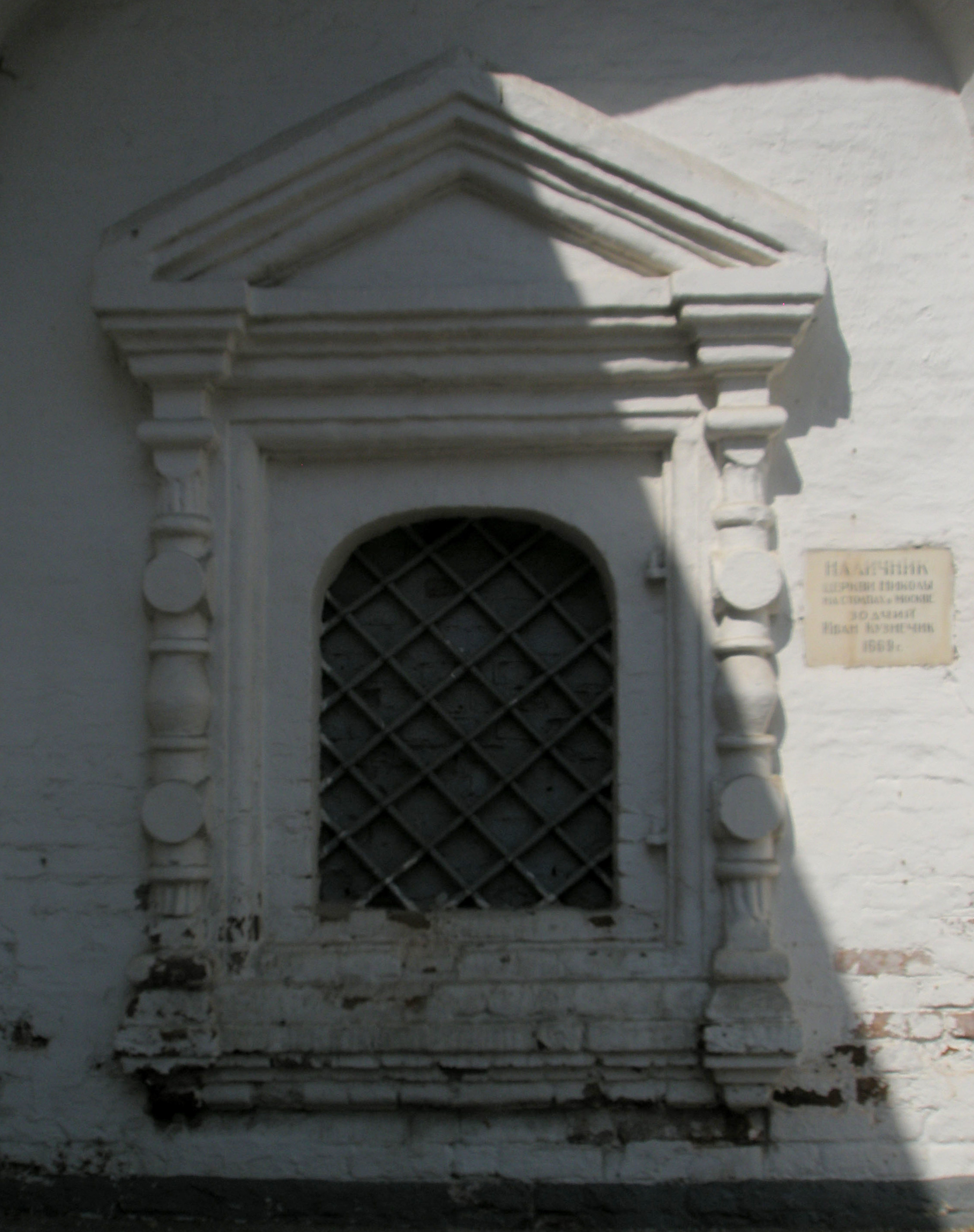
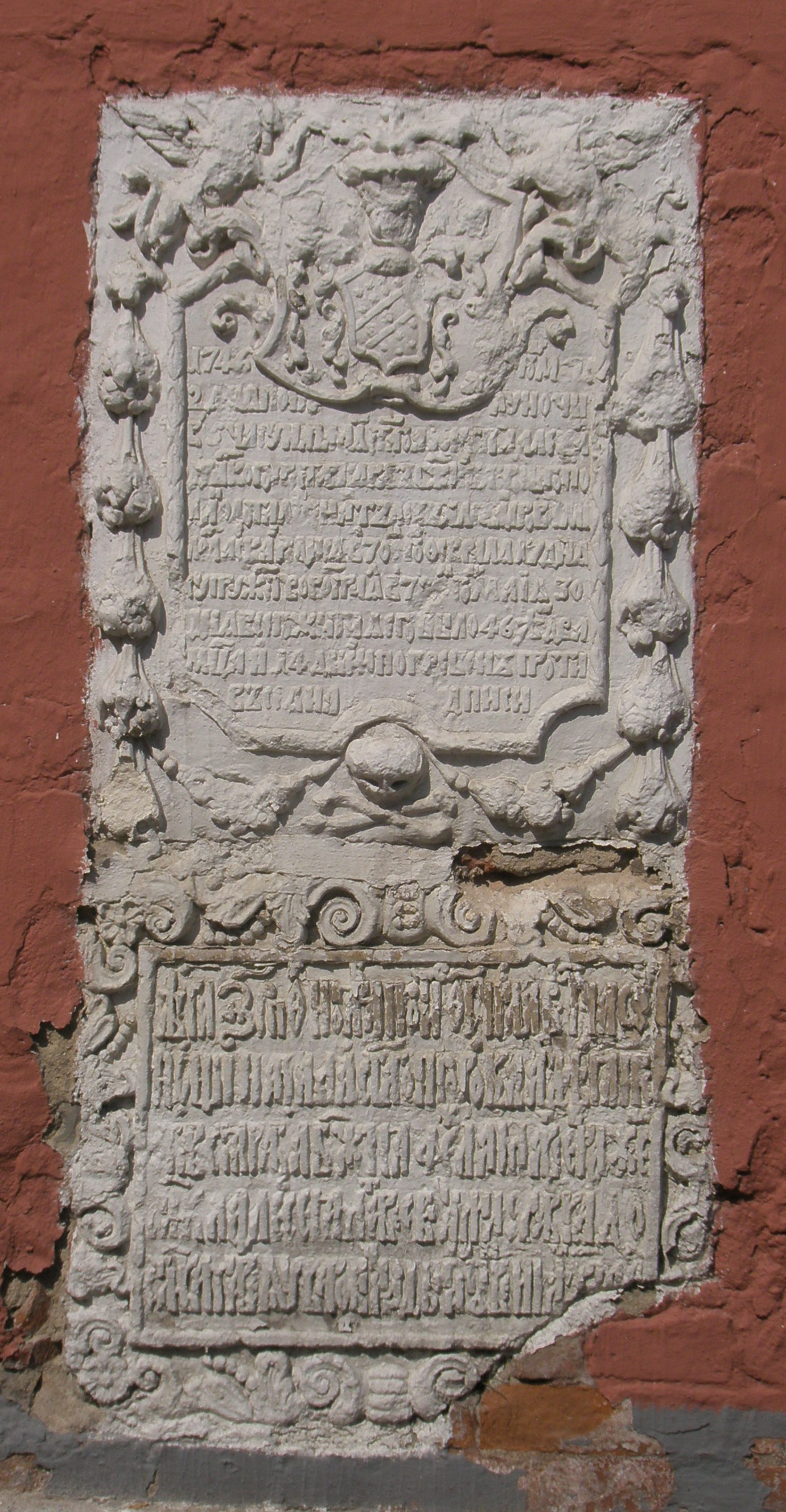
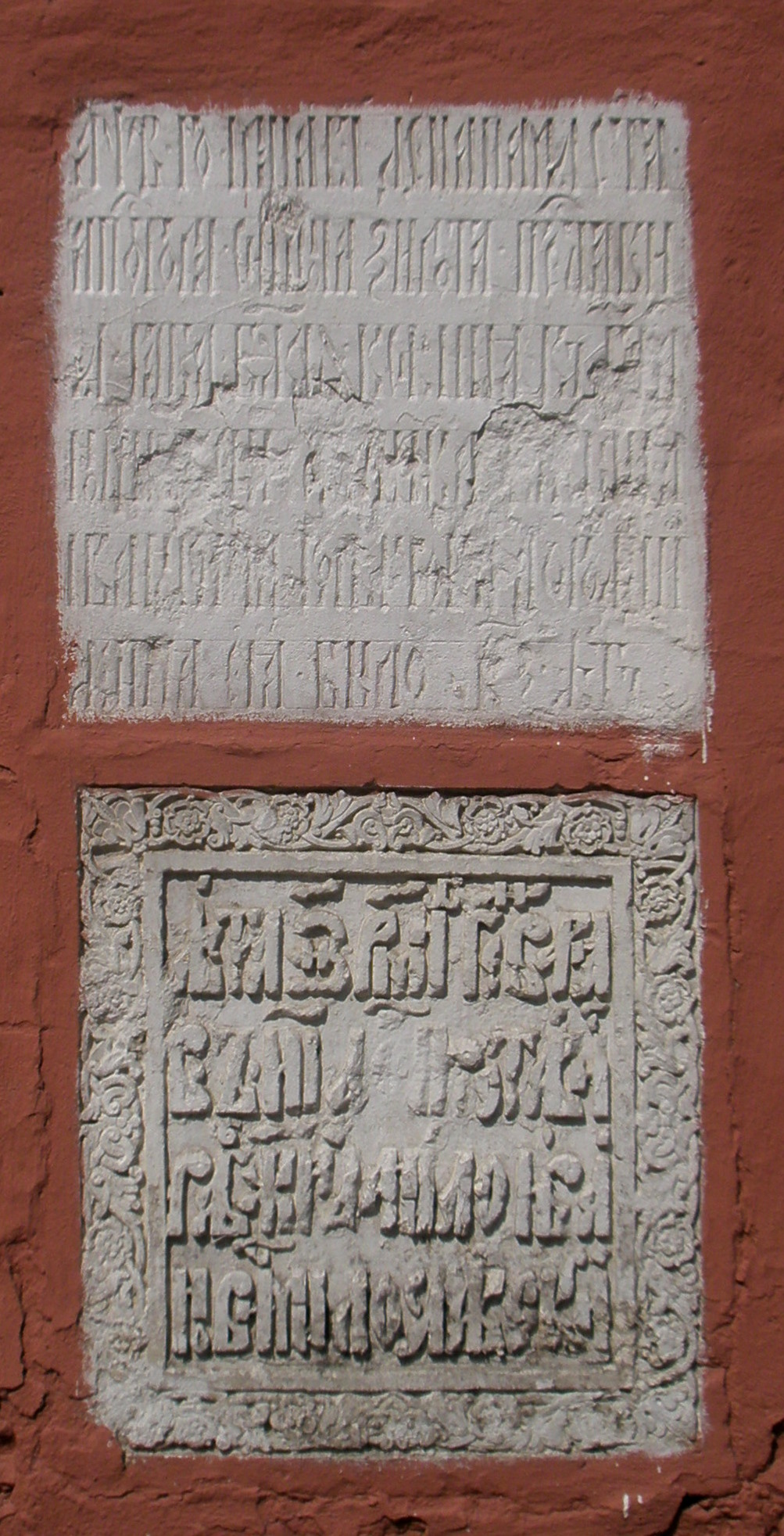
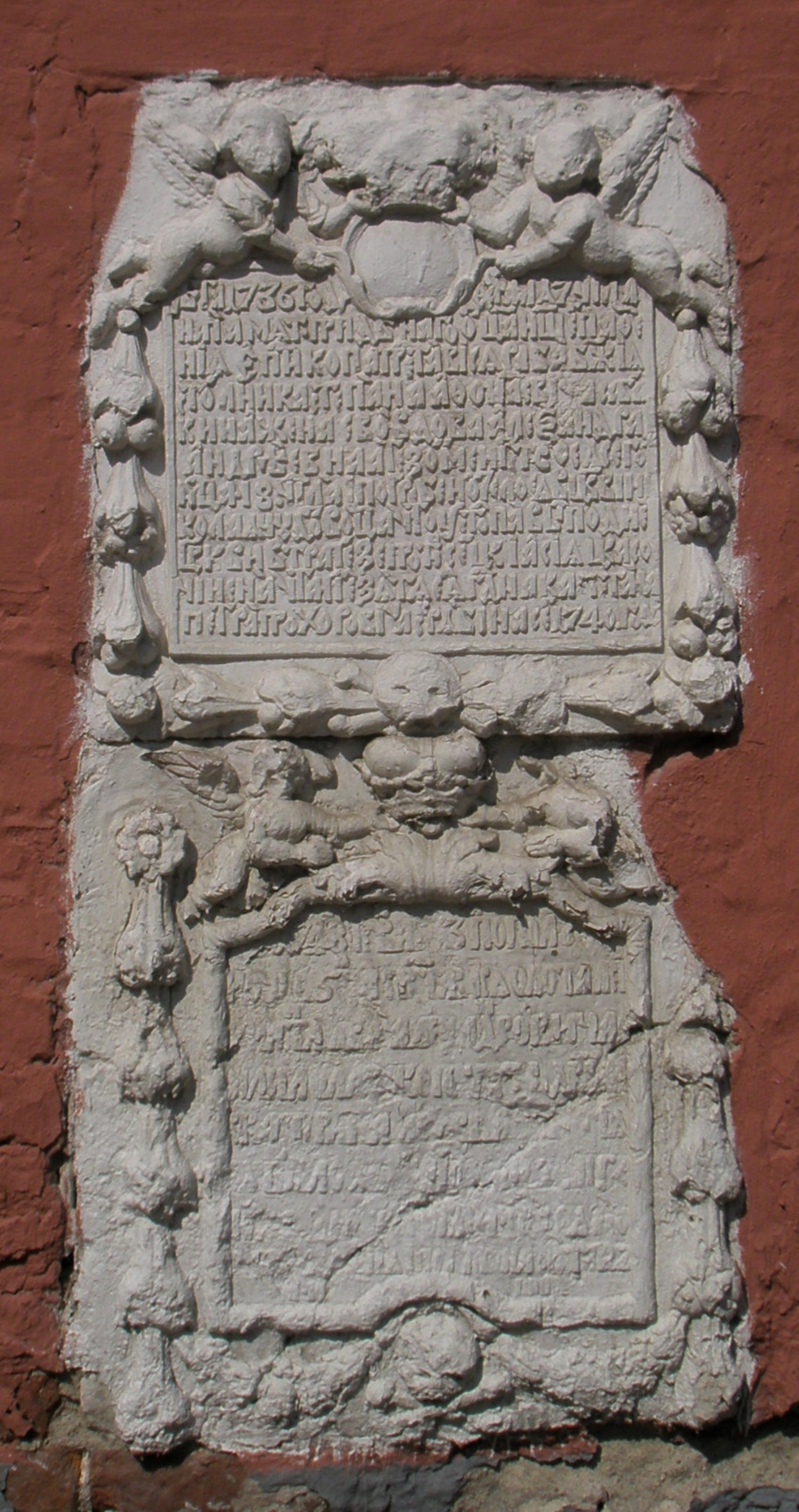

Два резных наличника, портал и некоторые надгробные плиты Никольской церкви были спасены сотрудниками Музея истории русской архитектуры. Образцы резного декора были сохранены и вмурованы в северную стену ограды Донского монастыря, когда в монастыре находился филиал музея.

## Раскопки и проект их музеефикации

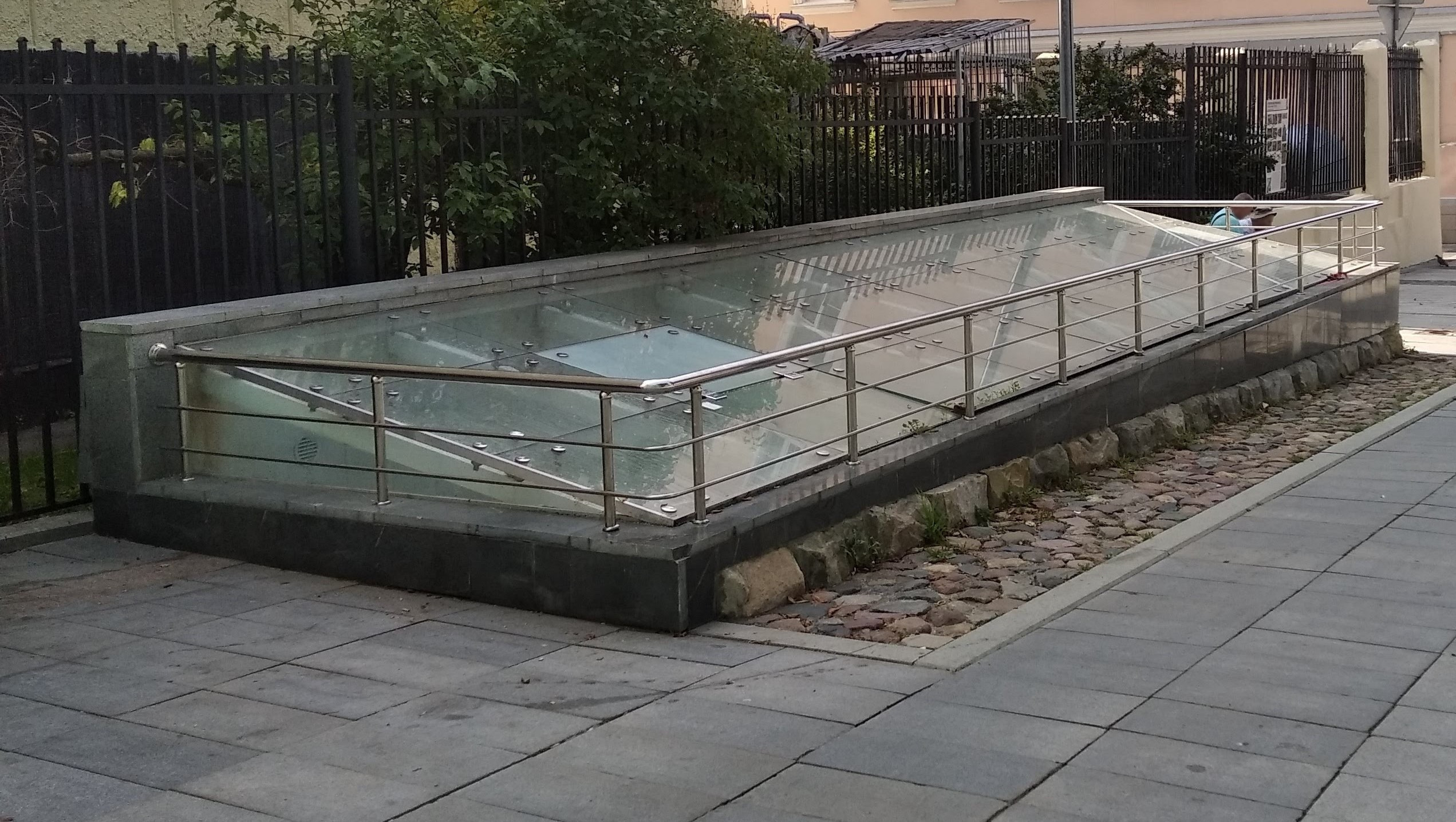
Сохранившийся фрагмент северной стены церкви (фото — август 2024)

В апреле-мае 2018 года в Армянском, Кривоколенном, Большом и Малом Златоустинских переулках проводились работы по благоустройству и созданию новых общественных пространств, в ходе которых был вскрыт фундамент в том числе церкви Николы в Столпах на углу Малого Златоустинского и Армянского переулков. Были обнаружены старинные надгробия, фрагменты изразцового декора и значительное количество археологических предметов. В связи с этим общественное движение «Архнадзор» обратилось к мэру Москвы Сергею Собянину «ввиду особой значимости и ценности археологического наследия на участках Златоустовского монастыря и храма Николы в Столпах, дать распоряжение об изменении сроков окончания работ по благоустройству Большого и Малого Златоустинских переулков, поручить провести работы по консервации и сохранению объектов археологии, по проектированию на их основе археологического парка с музеефикацией указанных объектов на месте».